# لوس بينتانوس
بلدية لوس بينتانوس (بالإسبانية: Los Pintanos) هي بلدية تقع في مقاطعة سرقسطة التابعة لمنطقة أراغون شمال شرق إسبانيا.

## الديموغرافيا
بلغ عدد سكان بلدية لوس بينتانوس 45 نسمة عام 2011 (وفقاً للمعهد الوطني الإسباني للإحصاء).
| 88 | 96 | 93 | 94 | 43 | 38 | 45 |